# Radosław Miszczak
Radosław Miszczak (ur. 12 marca 1984 we Wrocławiu) – polski przedsiębiorca branż kreatywnych, specjalizujący się w nowych technologiach i muzyce; aktywista muzyczny.

## Biogram

### Działalność dziennikarska
Jako specjalizujący się w czarnych brzmieniach dziennikarz zadebiutował w roli pomysłodawcy i prowadzącego pionierskiego bloga muzycznego dobry.numer (2001-2002), a także jako szef działu muzycznego – nieistniejącego już dziś – portalu www.hiphop.pl (2001-2003). W latach 2003–2007 stale współpracował z MTV Polska; był copywriterem serwisów Yo! MTV Raps, MTV Clubbit, MTV Freestyle, MTV Rap Pakamera i MTV N-Style.
Od 2001 roku jego teksty pojawiały się na łamach takich magazynów, jak Klan, Brain Damage, Steez, HIRO, Dos Dedos, Ślizg, Exklusiv, Magazyn Miasta Ciuchów Cropptown.
Jest pomysłodawcą, redaktorem prowadzącym oraz współautorem leksykonu muzyki hip-hop Beaty, rymy, życie (wyd. Kurpisz, 2005), który trafił do sklepów w grudniu 2005 roku. Jego współautorami są Andrzej Cała oraz Burbon i Tymek – odpowiedzialni za francuski hip-hop i Tymon Smektała, który zredagował hasła o polskim rapie. Wstęp do książki napisał Druh Sławek. Encyklopedyczne wydawnictwo zbiera historię muzyki rap oraz profile niemalże 1000 jej czołowych twórców. Leksykon uhonorowano nagrodą Książki miesiąca w Telewizji Polskiej. Jego nakład został wyczerpany i obecnie jest białym krukiem na aukcjach internetowych.
Kontynuacją książki jest Dusza, rytm, ciało. Leksykon muzyki r&b i soul, którego Miszczak jest współautorem, redaktorem prowadzącym, a także wydawcą. Pozostałymi autorami są Andrzej Cała, Hirek Wrona oraz Agnieszka Mańczak. Książka ukazała się w listopadzie 2008 roku i zawiera profile 450 wykonawców ze sceny „czarnych brzmień” r&b i soul, w tym ponad dwudziestu legend gatunków.
Obie książki zostały przez autorów udostępnione do nieodpłatnego pobrania w wersji elektronicznej.

### Działalność biznesowa
W 2003 roku założył razem z Tomaszem Chołastem Agencję Joytown, zajmującą się organizacją i promocją imprez klubowych, koncertów, festiwali. Od 2003 roku jest polskim promotorem odbywającego się w czeskim mieście Hradec Králové festiwalu Hip Hop Kemp: największej imprezy kultury hip-hop w Europie Środkowej i Wschodniej. W latach 2004–2006 odpowiedzialny był za promocję w Polsce innego czeskiego festiwalu – dedykowanego niezależnemu rapowi Urban Rapublic, zaś od 2009 roku reprezentował w Polsce wielokrotnie nagradzany gigantyczny festiwal brzmień rockowych i elektronicznych Rock for People. W 2008 roku był rzecznikiem prasowym festiwalu muzycznego czarnych brzmień Wrocław 2012 oraz polskiej edycji międzynarodowego festiwalu muzyki elektronicznej Creamfields. W latach 2016–2014 był współorganizatorem największej imprezy klubowej w Polsce – WOW! Wielkie Otrzęsiny.
W latach 2010–2012 wydawał wrocławską edycję ogólnopolskiej Koperty Kulturalnej POKA POKA.
W latach 2011–2013 r. dyrektor zarządzający agencji interaktywnej Joy Intermedia, a następnie (2013-2016) prowadzący wywodzący się z niej specjalistyczną agencję Rocket Media, zajmującą się pozycjonowanie stron w internecie.
Współzałożyciel oraz CEO (2018-2022) startupu technologicznego Optimatik, zajmującego się rozwojem oprogramowania oraz sprzętu do optymalizacji pracy procesów intralogistycznych w zakładach przemysłowych i magazynach.

### Edukacja
W 2008 roku uzyskał tytuł magistra w Szkole Głównej Handlowej w Warszawie. Dzienne studia realizował na kierunku Stosunki Międzynarodowe, specjalność: Media i Komunikowanie, a pracę dyplomową poświęcił analizie związków pomiędzy organizacją wyjątkowych wydarzeń kulturalnych, rozrywkowych i sportowych a stymulowaniem turystyki w miastach.
W 2013 r. ukończył podyplomowe studia "Executive Leadership" w Wyższej Szkole Bankowej we Wrocławiu.

### Pozostała działalność
W 2013 r. wystąpił na konferencji TedX Wrocław.
Hobbystycznie didżej, związany przede wszystkim z wrocławskim klubem Nietota, a wcześniej Szajba, Salvador i Gradient.

## Nagrody
W 2009 roku wygrał polski etap prestiżowego międzynarodowego konkursu dla przedsiębiorców branży muzycznej – International Young Music Entrepreneur 2009 Award, organizowanego przez British Council.
W listopadzie 2021 r. otrzymał od Miasta Wrocław nagrodę w kategorii "Biznes" w ramach gali "30 Kreatywnych Wrocławia", zaś w listopadzie 2022 r. 3 miejsce w konkursie "50 Najbardziej Kreatywnych Ludzi w Biznesie", wspólnie z zespołem Nanosci.